# Schwenk & Seggelke
Pour les articles homonymes, voir Schwenk.
Seggelke Klarinetten (GmbH & Co. KG), est une manufacture de clarinettes allemande installée à Bamberg en Haute-Franconie en Bavière. L'entreprise produit des clarinettes selon le système allemand (système Oehler) et le système français (système Boehm) ainsi qu'une combinaison des deux systèmes, à partir du système Boehm (conception dite modulaire),. La spécialité de l'entreprise est la réplique des clarinettes historiques,,

## Histoire
La société a été fondée en 1996 par le facteur de clarinettes Werner Schwenk et le facteur de clarinettes et clarinettiste Jochen Seggelke, basés à Tübingen et Bamberg. En 1998, les deux sites de production sont regroupés à Bamberg. En 2002, l'entreprise a déménagé dans de plus grands locaux. Le co-partenaire Werner Schwenk a quitté la société en 2013 en raison de son âge. L'activité de la société a été reprise par Jochen Seggelke en tant qu'entreprise individuelle. En 2020, la société a été incorporée dans la société nouvellement fondée Seggelke Klarinetten GmbH & Co. KG. Le nom Schwenk & Seggelke sera maintenu en tant que nom de marque.
https://www.schwenk-und-seggelke.de/_en/werkstatt_team.php

## Produits
Pour les trois premières illustrations exposées ci-dessus (essence de bois, système de clefs), l'entreprise propose toute une gamme de clarinettes de la clarinette piccolo en la  au modèle soprano en sol grave en passant par les modèles soprano en si et en la, y compris les clarinettes de basset en la, en si et en sol (!), ainsi que le cor de basset en fa et la clarinette basse en si , chacun avec les clés pour atteindre le do grave. Tous les instruments peuvent être configurés individuellement en fonction de choix d'équipement (perçage, type de bois, équipement mécanique et leur finition). Il existe également des répliques de 10 instruments historiques avec différentes variantes, dont deux modèles sont proposés en si et la. Les modèles suivants ne sont pas fabriqués: la clarinette alto en mi et - extrêmement rare - la clarinette contralto en mi.
Le fabricant Seggelke Klarinetten a développé plusieurs améliorations de trous mécaniques et sonores pour ses clarinettes.
Tous les instruments sont en bois, principalement en bois de grenadille, mais aussi de cocobolo, de mopane et de buis; ce dernier surtout pour les répliques historiques. Les instruments sont construits uniquement sur commande et principalement pour les clarinettistes professionnels et sont dans la gamme de prix la plus élevée. S&S vend également des clarinettes bon marché pour les étudiants, qui sont fabriquées par Buffet Deutschland GmbH, à Markneukirchen, sous le label "W.Schreiber" et des clarinettes de prix moyen de F. Arthur Uebel, également installée à Markneukirchen, une entreprise pour laquelle Jochen Seggelke conseille en questions acoustiques et techniques,,.

## Récompense
En mars 2006, le cor de basset nouvellement développé a reçu le prix d'État bavarois après que S&S ait déjà reçu un prix de design pour cet instrument en 2004. Au lieu de l'arche métallique habituelle entre le bec et le corps supérieur, l'instrument est équipé d'un barillet normal et d'un connecteur courbé entre le barillet et le corps supérieur, chacun en bois. En 2013, le modèle de clarinette en Mi 2000 a reçu le prix allemand des instruments de musique .

## Distribution
Environ un tiers des produits Seggelke Klarinetten sont vendus en Allemagne, un tiers dans le reste de l'Europe et l'autre tiers dans le reste du monde 

## Galerie

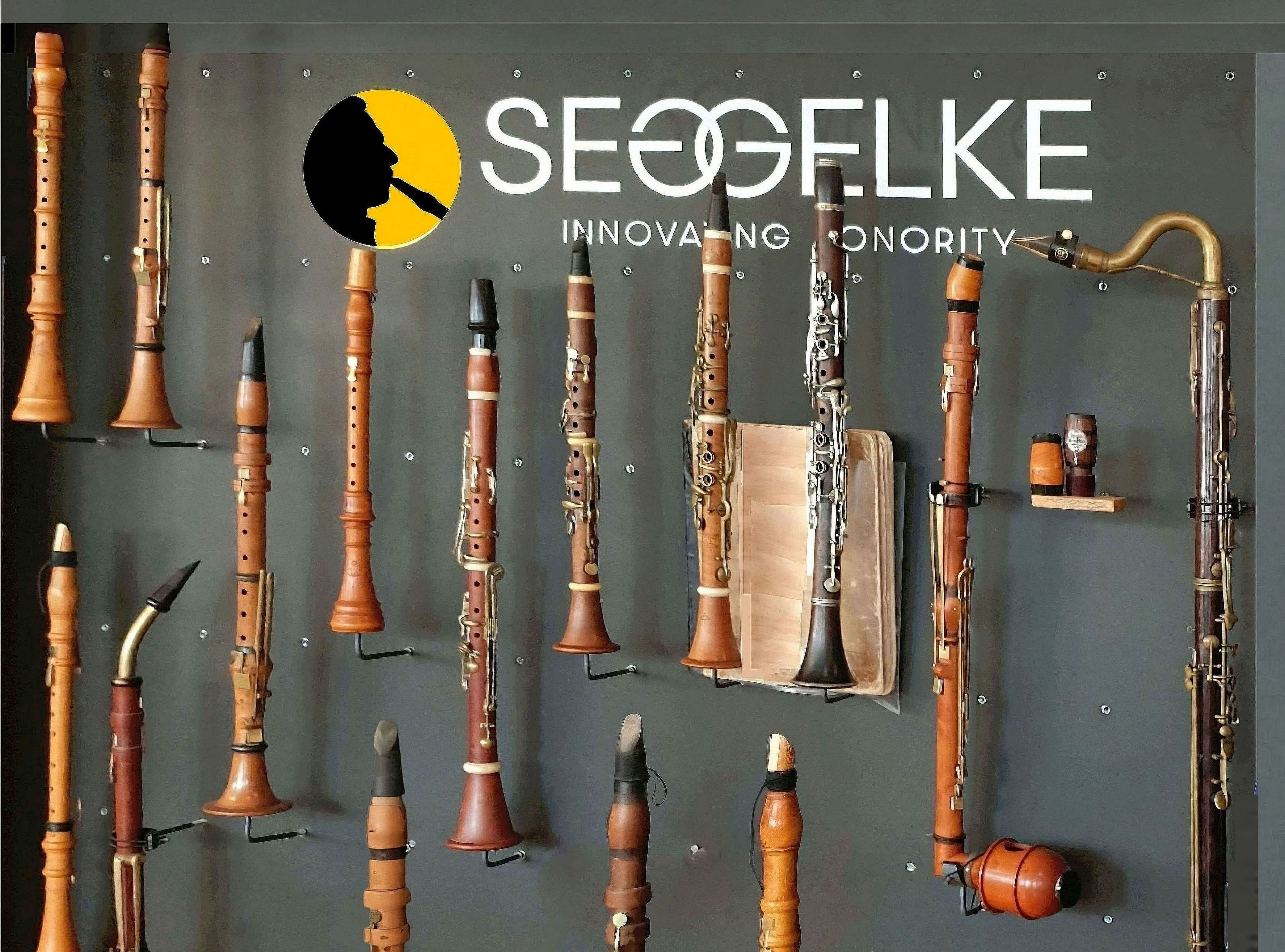
Clarinettes anciennes - Seggelke en fabrique quelques-unes en réplique.
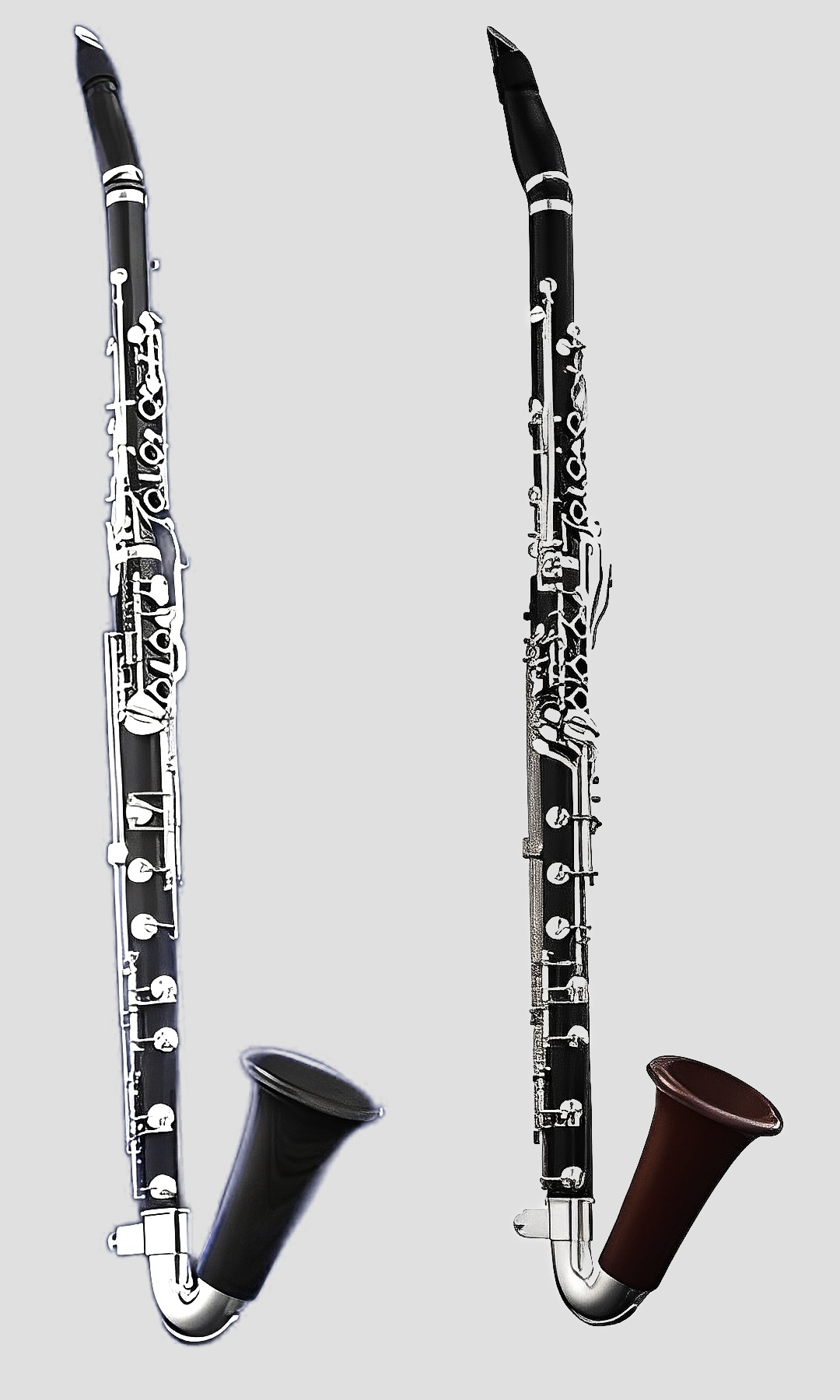
Cor de basset, système Oehler (à gauche) et système Boehm (à droite), qui a reçu plusieurs récompenses.